# خليج نعمة
خليج نعمة هو خليج طبيعي ومنطقة سياحية بشرم الشيخ (محافظة جنوب سيناء)، ويقع الخليج عند ملتقى قارتي آسيا وأفريقيا، وتعتبر المنطقة المركز الرئيسي لاستقطاب السياح في شرم الشيخ، حيث تتوفر فيها كل ما يلزم السائح من مجمعات وأسواق ومطاعم من مختلف الأنواع، بالإضافة إلى الكثير من النوادي الليلية وذلك لاستقطاب السائح الأجنبي.

## السياحة في خليج نعمة
خليج نعمة هو المركز السياحي النشط لمدينة شرم الشيخ حيث يوجد به أكثر من 100 فندق بمستويات مختلفة تبدأ من ثلاث نجوم وحتي 5 نجوم ويميل خليج نعمة ليلا إلى الصخب وحياة المدينة حيث يوجد به الكثير من المحال التجارية ومنطقة حرة تتبع مصر للطيران تقوم بتقديم العلامات التجارية والبضائع للسياح بدون جمارك أو ضرائب ولكن بشروط.

## صور

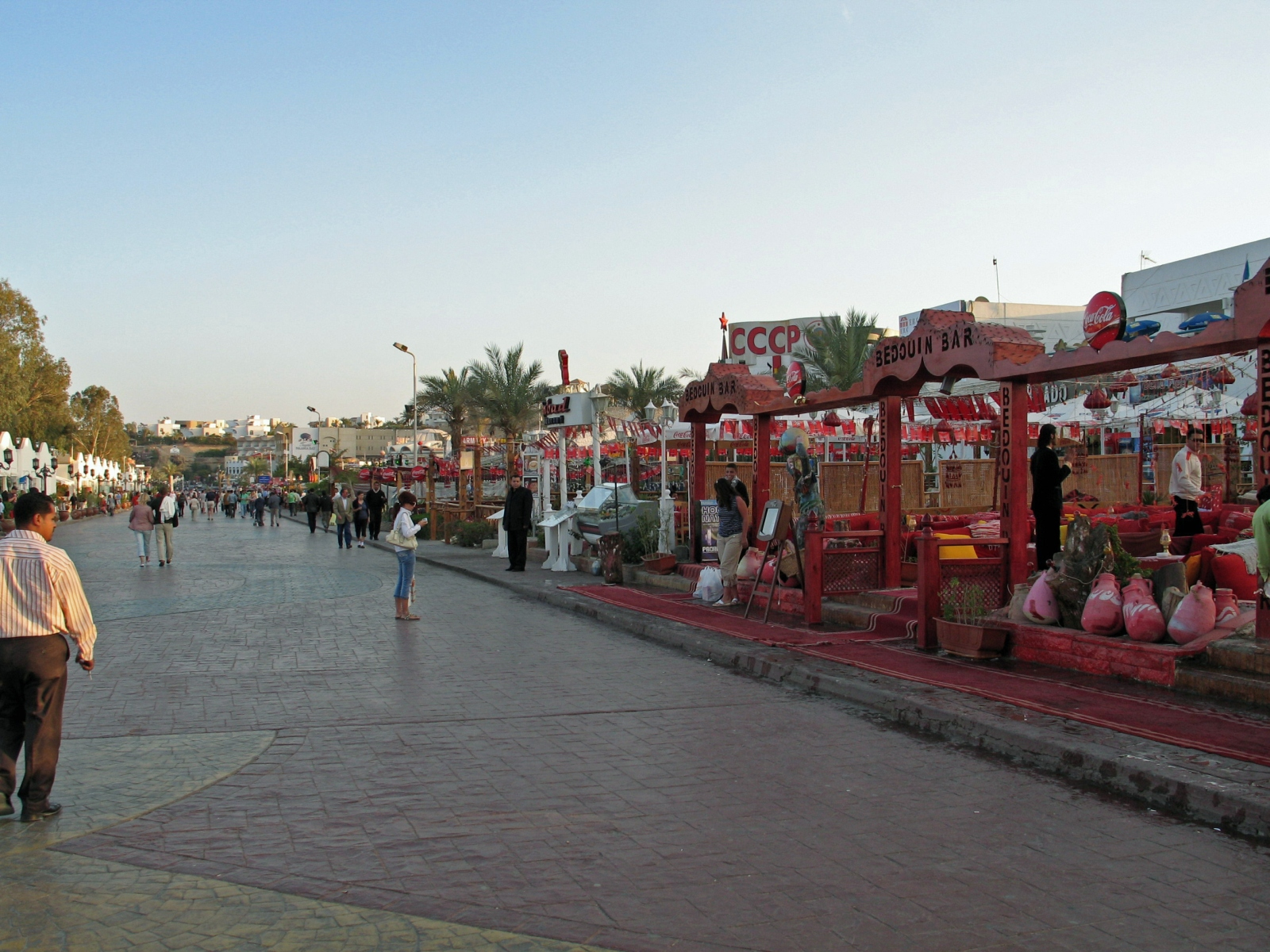
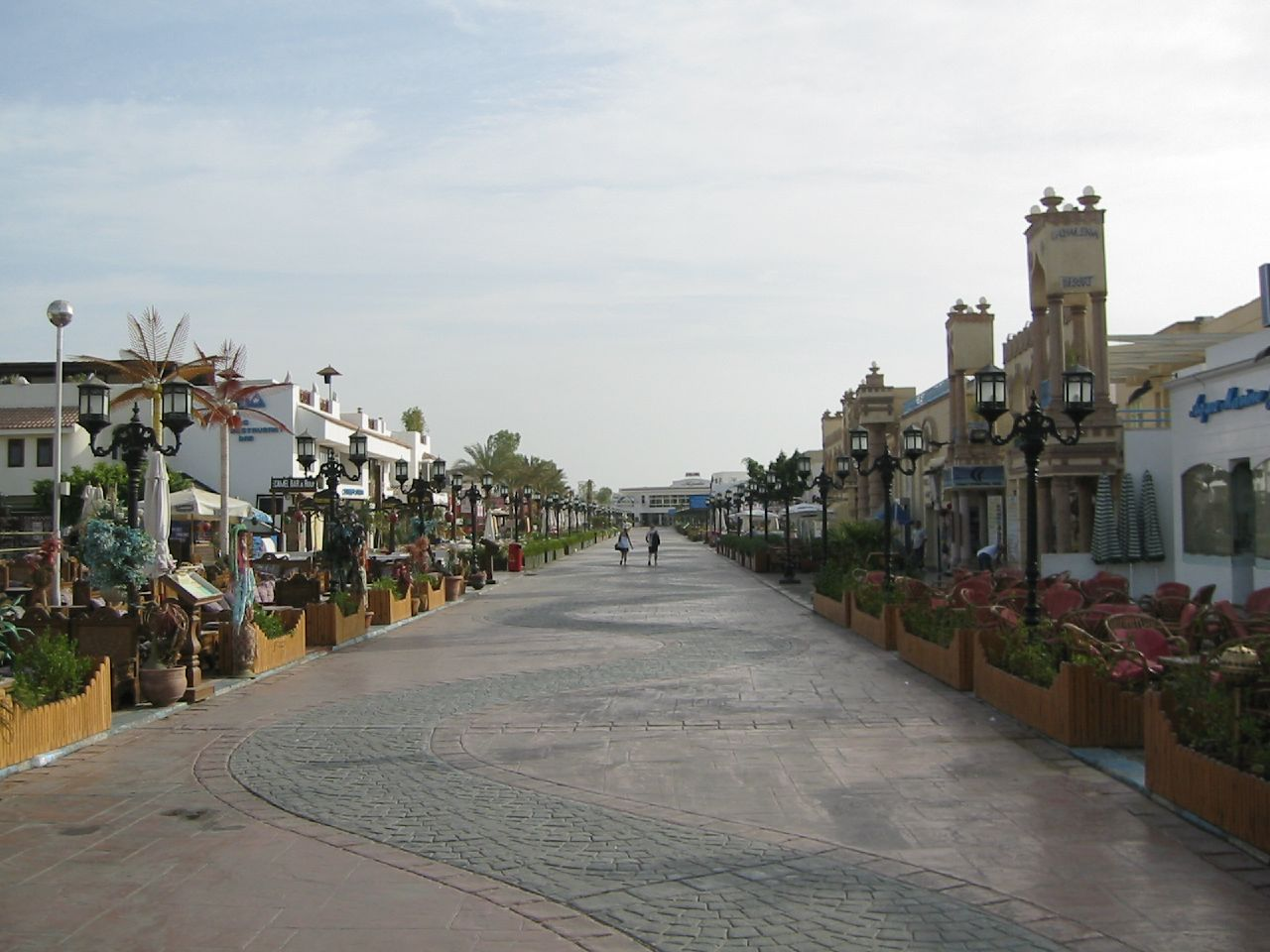
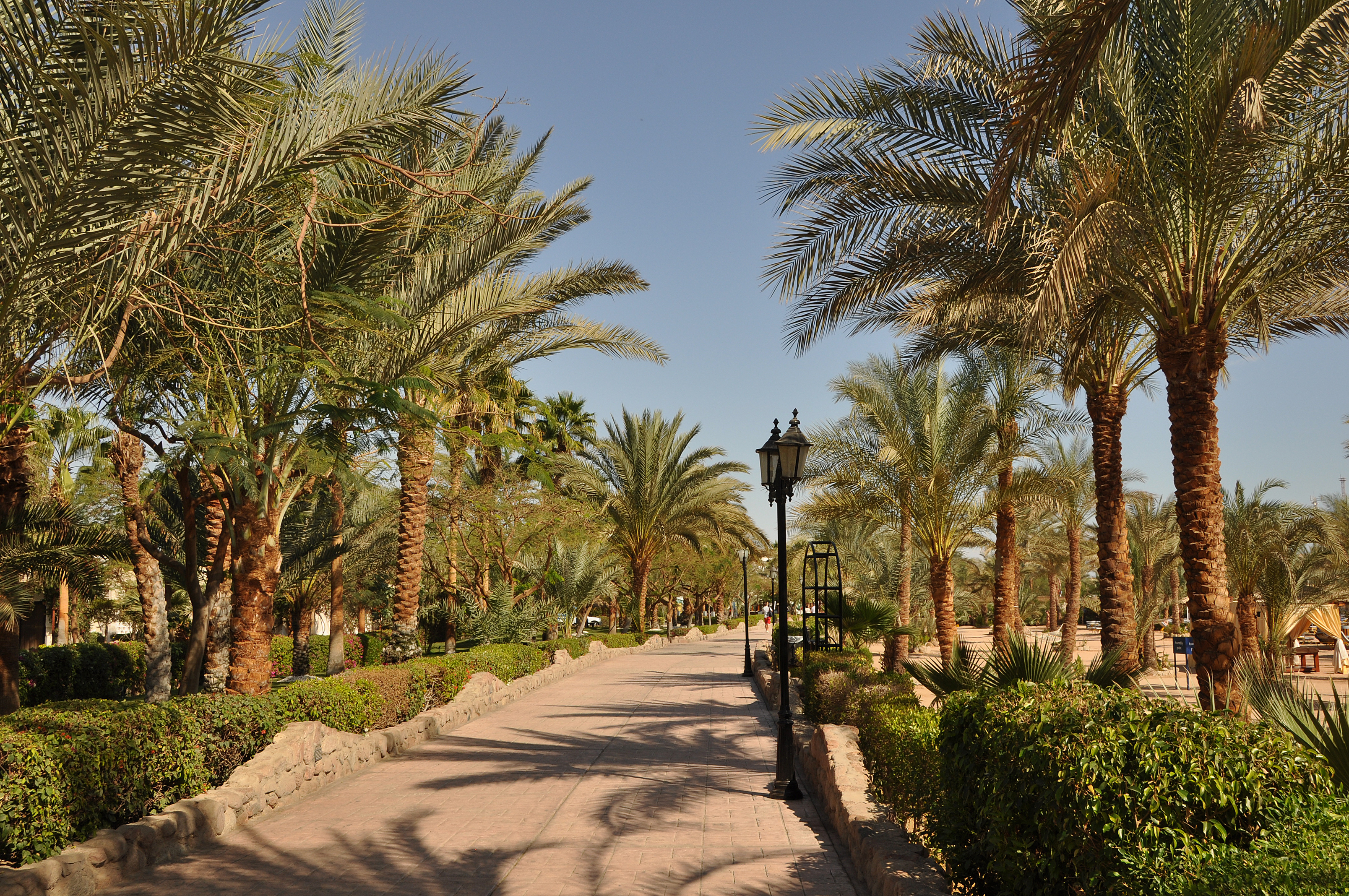
الممشى